# 松山環状線
松山環状線（まつやまかんじょうせん）は、愛媛県松山市岩崎町2丁目から同市平田町に至る全長約12.9kmの環状の都市計画道路である。

## 概要
この松山環状線は、時計回りに東部環状線、南部環状線、西部環状線および北部環状線の連続する4区間から成り、区間ごとにそれらを総称した呼び名である。
当該道路の一部は、国道33号の一部区間となっている。総事業費は約650億円。当該道路のうち、特に天山交差点や小坂交差点での渋滞が著しいが、こうした渋滞の激しい複数の地点では、中央分離帯に高架橋の建設用地が確保されていた。ところが車線確保のため、現時点においては建設が困難な状況となっている。
2007年2月4日、小坂交差点の上を走る高架橋（小坂高架橋）が開通した。一方、天山交差点の立体交差化は、小坂交差点整備後の課題となる。ちなみに当該道路の外側には、松山インター、松山空港および松山港を結ぶ松山外環状道路（事業中）がある。

### 路線データ
- 起点：松山市岩崎町二丁目
- 終点：松山市平田町
- 幅員：28m
- 車線数

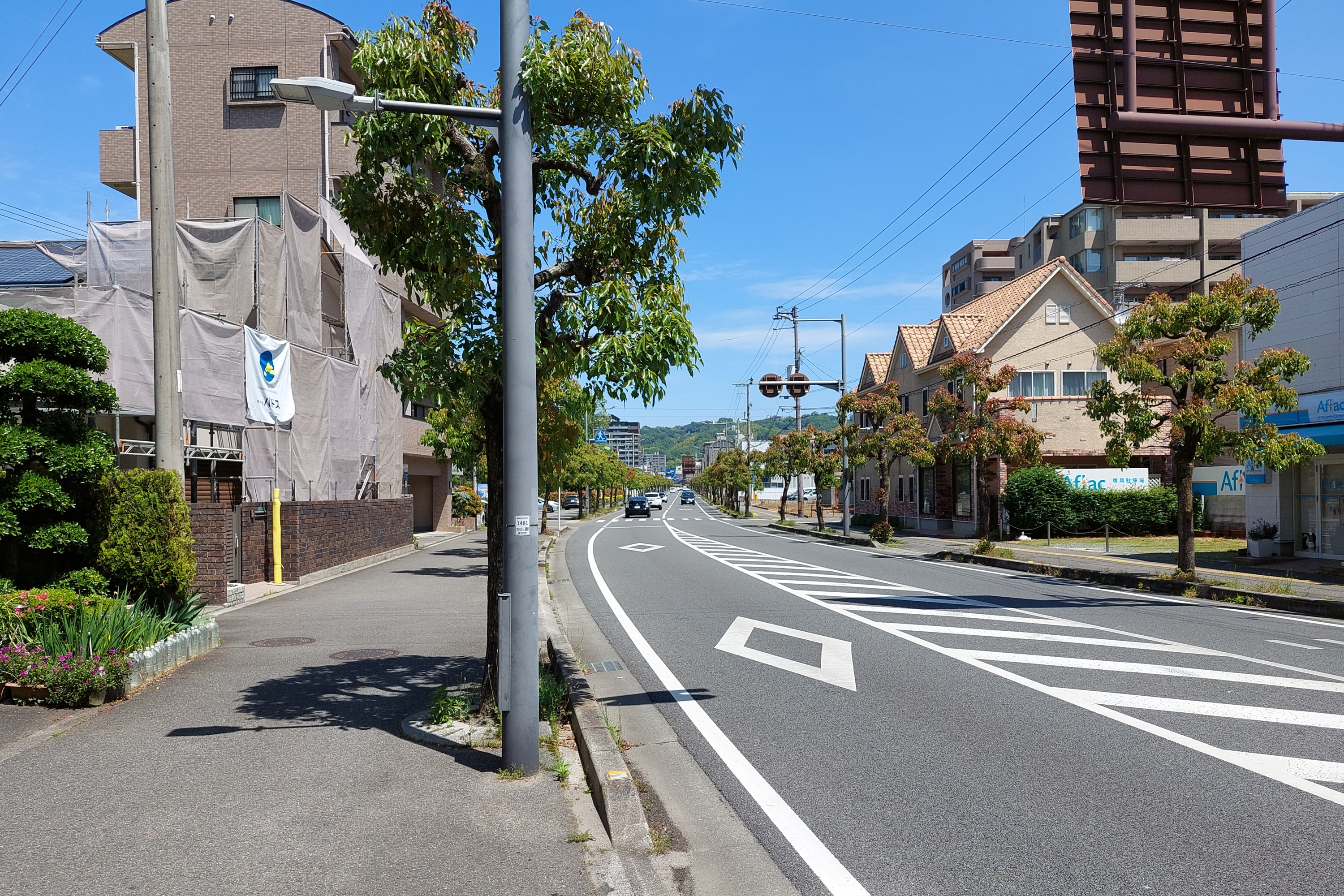
東部環状線（持田町1丁目）

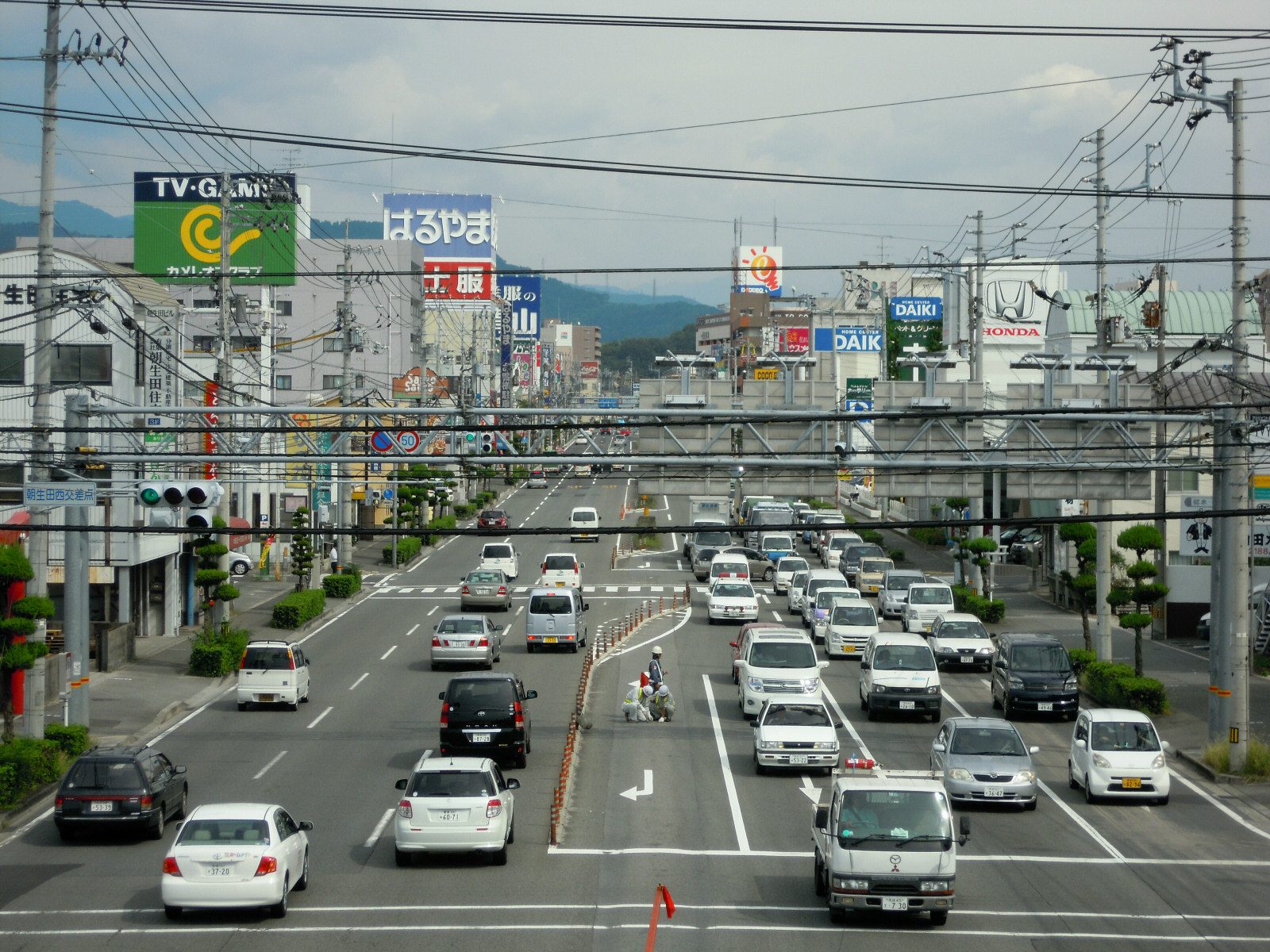
南部環状線（朝生田町）

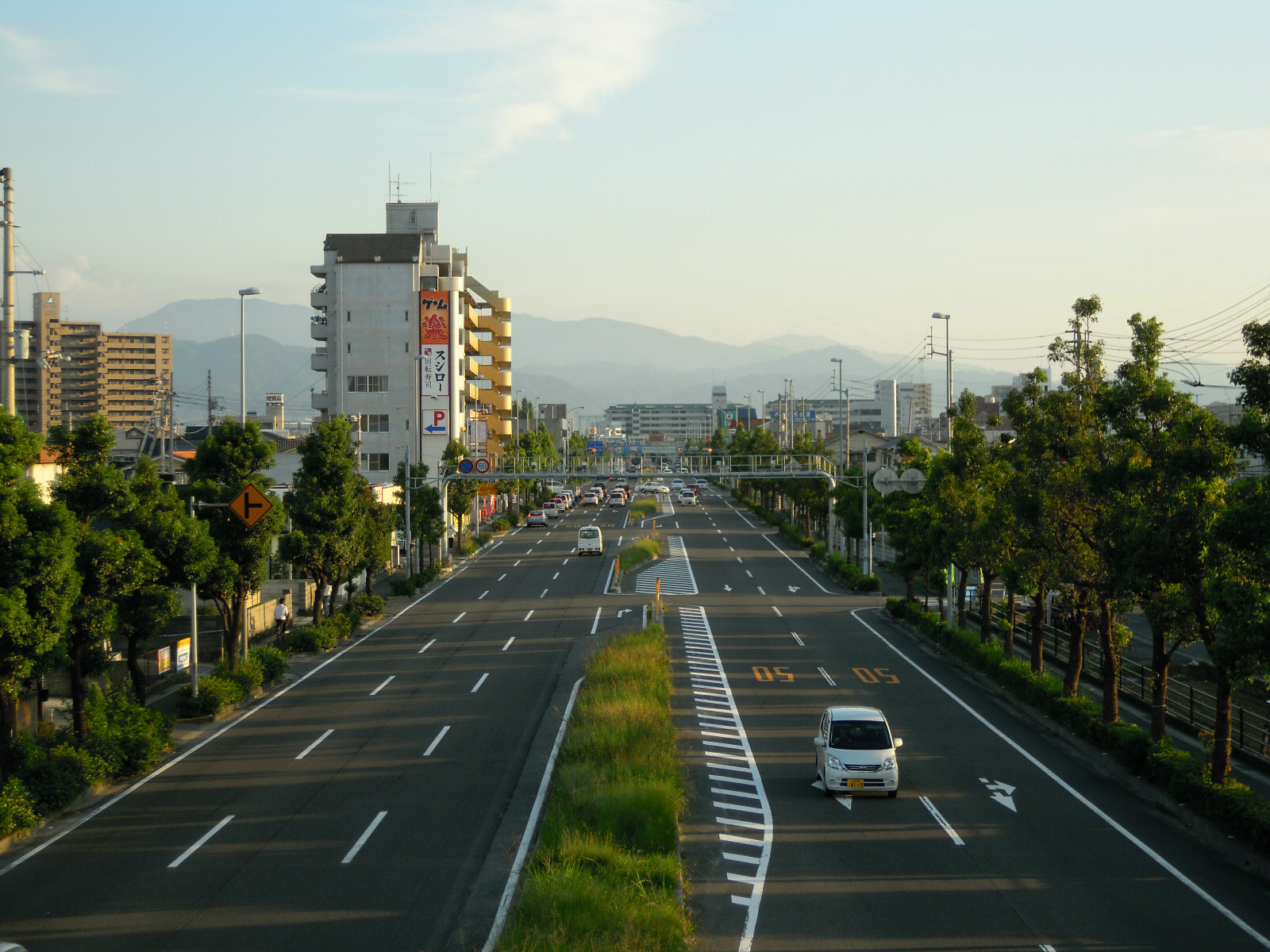
西部環状線（生石町）

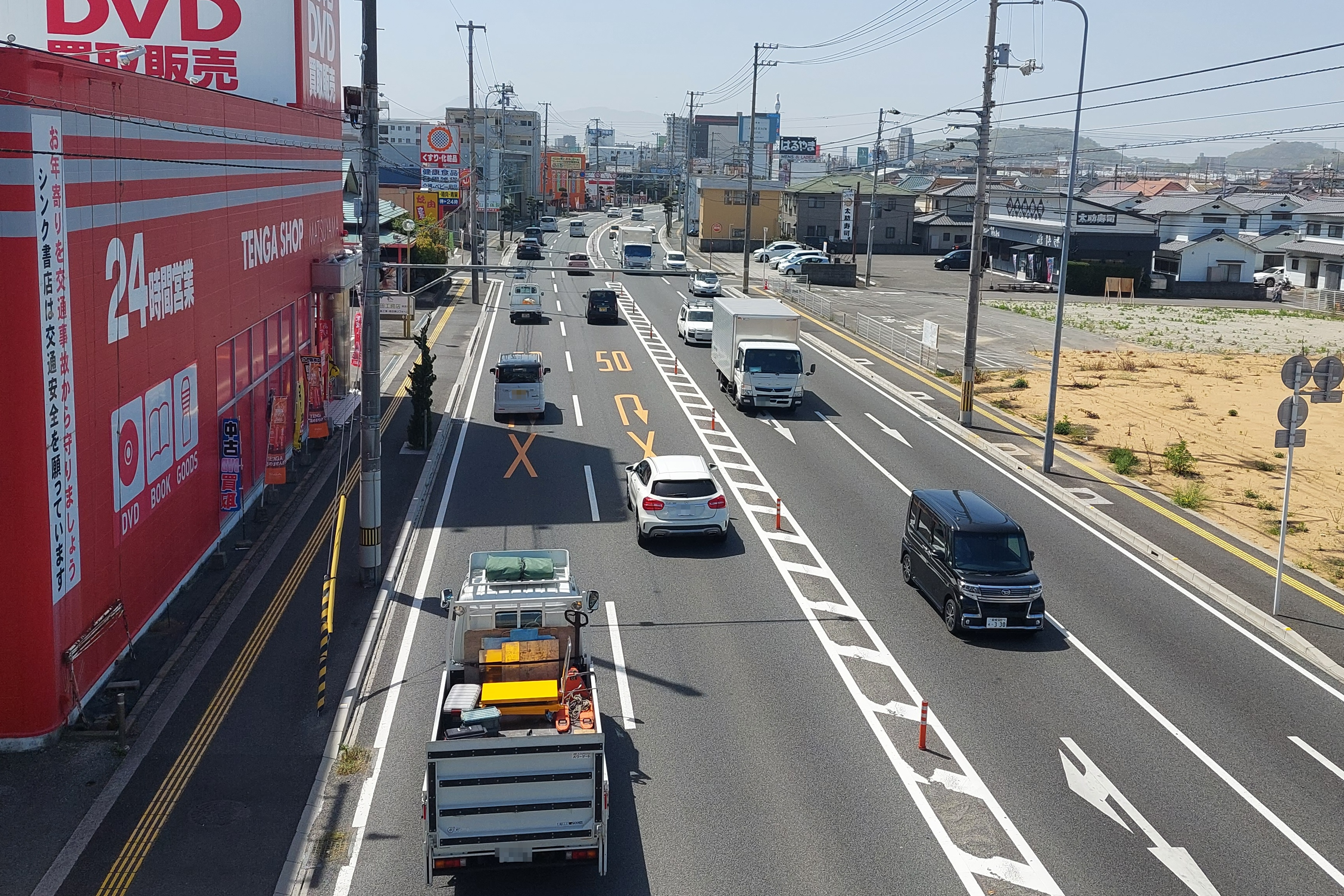
北部環状線（東長戸４丁目）

  - 《東部環状線》 岩崎町2〜枝松 - 片側1車線
  - 《南部環状線》 枝松〜空港通2 - 片側3〜4車線（立体交差部などの一部で2車線）
  - 《西部環状線》 空港通2〜中央2 - 片側2～3車線
  - 《北部環状線》 中央2〜平田 - 片側2車線

## 歴史
- 1962年2月 構想が出る
- 1966年度 南部環状線事業が開始
- 1971年度 東部環状線、北部環状線事業が開始
- 1974年度 東部環状線・束本 - 南部環状線・和泉北2が開通
- 1977年度 西部環状線事業が開始
- 1978年3月 北部環状線・中央2 - 東長戸（鴨川1）が開通し、全通
- 1983年3月 南部環状線・和泉北2 - 空港通2が開通し、全通
- 1988年3月 西部環状線・空港通2 - 南江戸3が開通（空港通2 - 南江戸4（新空港通りとの交点）・暫定2車線）
- 1988年11月 西部環状線・南江戸3 - 朝美が開通（暫定2車線）
- 1994年度 東部環状線・湯渡町 - 束本が開通
- 1995年3月 西部環状線・朝美 - 衣山が開通（朝美 - 予讃線跨線橋・暫定2車線）
- 1998年3月 西部環状線・衣山 - 中央2が開通し、全通。全線4車線での供用開始
- 1999年2月13日 東部環状線・岩崎町2 - 紅葉町が開通し、全通。松山環状線全通
- 2021年2月 西部環状線南江戸4丁目交差点付近の車線運用を変更。南行きの南江戸3丁目交差点付近～生石町付近が新たに3車線化[1]
- 2021年4月1日 国道196号であった西部環状線が愛媛県（南江戸4～空港通2 延長約1.0km）ならびに松山市（中央2～南江戸4 延長約2.0km）に移管される。移管後の路線名はそれぞれ「主要地方道18号」（県道18号）、「市道松山環状線西部」となる[2]

## 主な橋梁
- 湯渡橋
- 和泉大橋

## 重複区間・別名
- 国道33号 - 小坂交差点〜天山交差点
- フライブルク通り - 空港通2交差点〜中央2交差点

## 交差する放射状道路および鉄道
※起点から時計回りの順に記載。
- 国道317号
- 松山市道樽味溝辺線
- 松山市道中村桑原線（桑原中央通り）

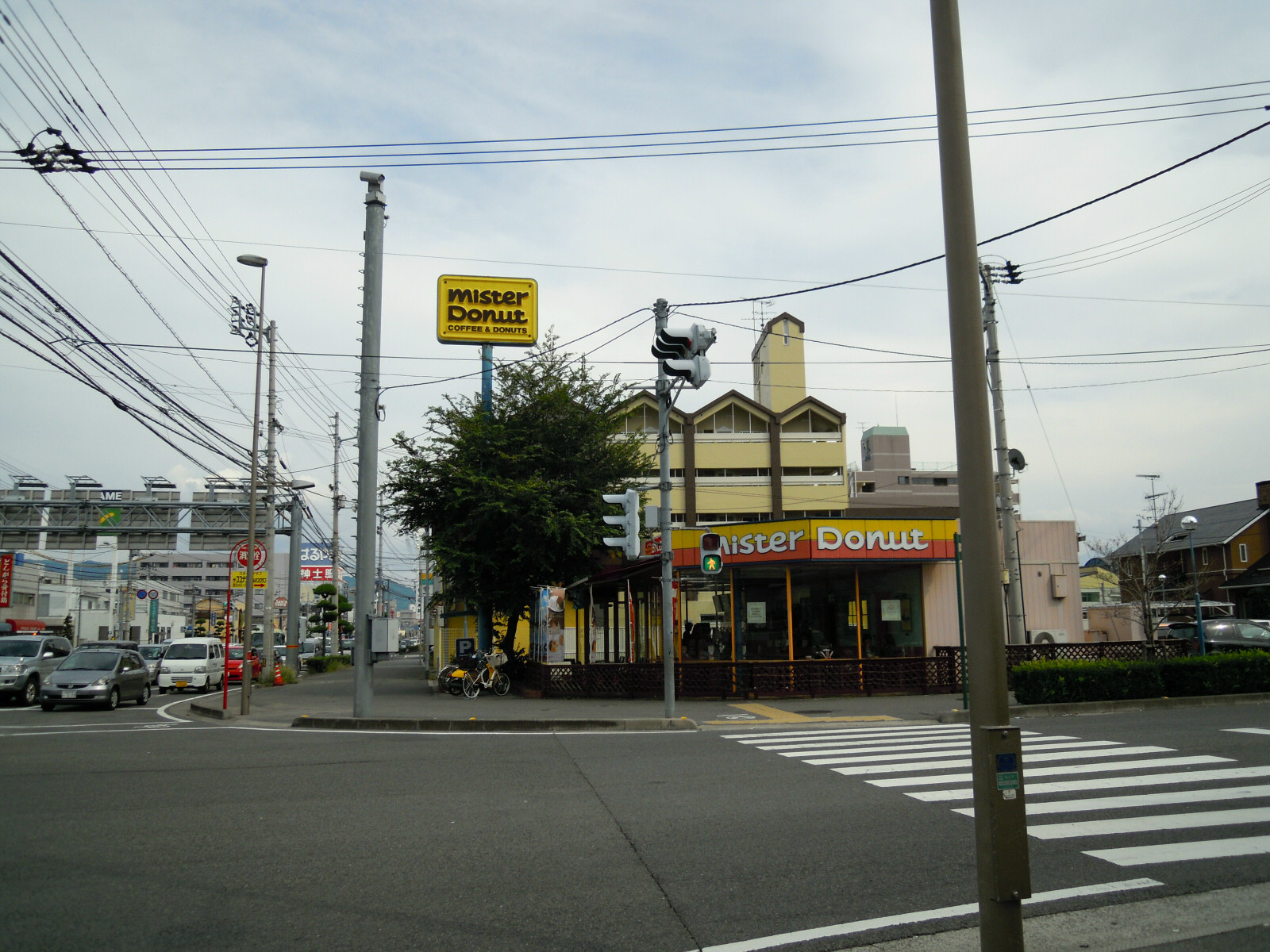
朝生田西交差点

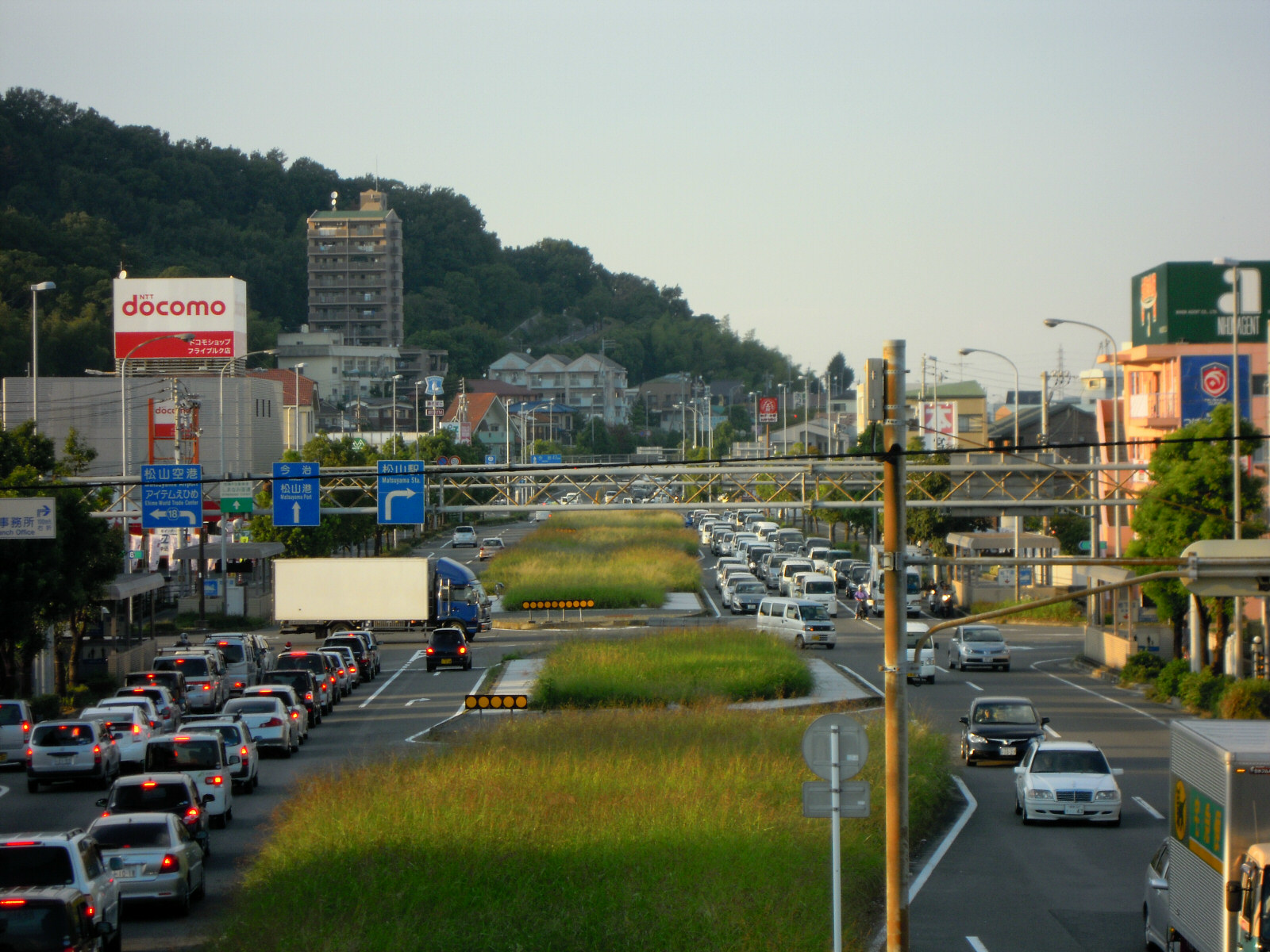
南江戸3丁目交差点

- 愛媛県道334号松山川内線（旧国道11号）
- 国道11号（松山東道路）
- 伊予鉄道横河原線
- 国道33号（松山南道路）
- 松山市道千舟町古川線（古川はなみずき通り）
- 国道56号
- JR予讃線
- 伊予鉄道郡中線
- 愛媛県道326号松山松前伊予線（旧国道56号）
- 愛媛県道18号松山空港線（旧空港通り）
- サクラメント通り
- 愛媛県道18号松山空港線（新空港通り）
- JR予讃線
- 高浜街道
- 伊予鉄高浜線
- 国道437号（中央通り）